# Franz Doppler
Franz Doppler, właśc. Albert Franz (Ferenc) Doppler, pol. Wojciech Franciszek Doppler (ur. 16 października 1821 we Lwowie, zm. 27 lipca 1883 w Baden koło Wiednia) – austriacki kompozytor i flecista pochodzenia polsko-węgierskiego, brat Karla.

## Życiorys
Muzyki uczył się u ojca, Józefa Dopplera, który prowadził działalność jako oboista w Warszawie i Wiedniu. Debiutował jako flecista w wieku 13 lat w Wiedniu, później koncertował wspólnie z bratem. W 1838 roku osiadł w Peszcie, gdzie w latach 1838–1845 był pierwszym flecistą Teatru Niemieckiego. Od 1841 roku występował także w peszteńskim Teatrze Narodowym. W 1851 roku wraz z bratem Karlem oraz Ferencem Erkelem założył w Peszcie orkiestrę filharmoniczną. Od 1858 roku był pierwszym flecistą opery dworskiej w Wiedniu, a od 1869 roku także jej dyrygentem baletowym. Od 1865 roku wykładał w wiedeńskim konserwatorium.

## Twórczość
Zdobył sobie rozgłos jako wirtuoz-flecista, dużym powodzeniem cieszyły się także jego opery. Skomponował m.in. Uwerturę uroczystą na orkiestrę, L’oiseau des bois na flet, 4 rogi i fisharmonię, Fantaisie pastorale hongroise na flet i fortepian, Fantaisie sur des motifs hongroises na 2 flety i fortepian, sześć oper (Benyovszky wyst. Peszt 1847, Ilka és a huszártoborzó wyst. Peszt 1849, Wanda wyst. Peszt 1850, A két huszár wyst. Peszt 1853, Erzsébet wyst. Peszt 1857, Judith wyst. Wiedeń 1870), ponadto był autorem piętnastu baletów i transkrypcji orkiestrowych utworów Ferenca Liszta.